# Marmalade Boy Little
Marmalade Boy Little (ママレード・ボーイ ｌｉｔｔｌｅ?, Mamarēdo Bōi little) è un manga josei scritto e disegnato da Wataru Yoshizumi, pubblicato in Giappone sulla rivista Cocohana di Shūeisha dal maggio 2013 al settembre 2018. È il sequel di Marmalade Boy. In Italia è stato pubblicato da Planet Manga dall'ottobre 2015 al giugno 2019.

## Trama
Ambientato 13 anni dopo la storia d'amore di Miki e Yū, nella famiglia allargata dei quattro genitori nascono Rikka Matsuura e Saku Koishikawa. I due, pur non avendo effettivamente alcun legame di sangue, sono cresciuti come fratelli. Tuttavia, Saku non ha mai visto Rikka come sua sorella e, arrivati alle scuole medie, le confessa di averla sempre amata. Inizialmente sorpresa, poiché a lei piace Aoi Namura, poco a poco Rikka si rende conto di provare più di un semplice sentimento fraterno per Saku.

## Personaggi
Oltre ai nuovi personaggi, in little appaiono i personaggi della serie precedente, ormai cresciuti.
Rikka Matsuura (松浦 立夏?, Matsuura Rikka)
È una ragazza di 13 anni, sorella sia di Yū che di Miki. È figlia di Youji (padre di Yū) e Rumi (madre di Miki). Frequenta la scuola media alla Toryo e fa parte del club di tennis. È vivace e dolce e, come Miki, non sa nascondere le sue emozioni; i suoi voti a scuola non sono dei migliori. Chiama Ginta "Gin-chan" ed è la migliore amica di Emiri. S'innamora di Aoi a prima vista, con il quale per un breve periodo si fidanza, ma i sentimenti verso Saku, che ha sempre visto finora come suo fratello, la mandano in confusione.
Saku Koishikawa (小石川 朔?, Koishikawa Saku)
È un ragazzo di 13 anni, fratello sia di Miki che di Yū. È figlio di Jin (padre di Miki) e Chiyako (madre di Yū). Frequenta la scuola media alla Toryo, nella stessa classe di Aoi, e fa parte del club di tennis. È intelligente e maturo e, come Yū, adora l'architettura e sa mascherare i propri sentimenti, non dando a vedere alcun segno di gioia o tristezza. È bravo a giocare ad Othello. Ha sempre saputo di non essere imparentato con Rikka, del quale è innamorato.
Aoi Namura (名村 碧?, Namura Aoi)
È un ragazzo di 13 anni, figlio di Meiko e Shin'ichi. Poiché i genitori lavorano a Hiroshima, vive con i nonni materni, che intanto hanno accettato la relazione della madre e del padre dopo molto tempo. Frequenta la scuola media alla Toryo, nella stessa classe di Saku. È molto intelligente ed è considerato il ragazzo più bello dell'istituto, molto popolare tra le ragazze. È stato fidanzato con Ayano, ma quando questa lo lascia perché innamorata di un altro, si mette per un breve periodo insieme a Rikka, ma la lascia poiché capisce che lei senza saperlo è interessata a Saku.
Rena Sasamiya (笹宮 レナ?, Sasamiya Rena)
È una ragazza di 13 anni. Frequenta la scuola media alla Toryo, nella stessa classe di Saku, del quale è molto innamorata: infatti s'iscrive al club di tennis per poter stare maggiormente con lui. Viene vista come la ragazza più bella all'interno della scuola, e diventa amica di Rikka, quando scopre che quest'ultima conosce molto bene Saku; con ella fa un patto, ovvero aiutarsi a vicenda per poter stare fidanzate insieme ad Aoi e Saku. Dopo aver capito di non avere alcuna speranza con Saku, lascia perdere definitivamente e comincia ad uscire con il capitano della squadra di tennis.
Emiri Kojima (小島 笑里?, Kojima Emiri)
È una ragazza di 13 anni. Frequenta la scuola media alla Toryo, nella stessa classe di Rikka, sua migliore amica. Ha un fratello, del quale è molto gelosa.
Noboru Rokutanda (六反田 登?, Rokutanda Noboru)
È un ragazzo di 13 anni, figlio della cugina di Ginta e sorella di Tsutomu. Frequenta la scuola media Sakaki, e come Tsutomu ha un carattere irascibile ed è sicuro di sé. Gioca a tennis e, durante una partita di tennis svoltasi alla Toryo, incontra e s'innamora di Rena, ma viene respinto.
Ryan Christie (ライアン・クリスティ?, Raian Kurisuti)
È un collega di lavoro di Arimi, conosciuto a Londra. Come quest'ultima, anche lui viene trasferito alla sede di Tokyo e arriva in Giappone. È innamorato di Arimi e, per questo, molto geloso di Ginta.
Shirahata (白畑?, Shirahata)
È un membro del gruppo in cui suona Kei. È un esperto quando si tratta di donne e aiuta quest'ultimo a fare la proposta di matrimonio a Suzu, la quale aspettava impaziente.

## Manga
Il manga è stato pubblicato sulla rivista Cocohana dal maggio 2013 al settembre 2018 e successivamente è stato serializzato in sette tankōbon per conto della Shūeisha, pubblicati tra il 25 novembre 2013 e il 22 novembre 2018.
Come nell'opera precedente, nei volumi sono presenti i free talk, spazi utilizzati dall'autrice per scrivere note e pensieri, in cui viene spiegato che è stato il suo caporedattore a proporle di fare un sequel di una tra le sue opere, e che la scelta, dopo aver discusso a lungo con lui e con le sue colleghe, è ricaduta proprio su Marmalade Boy. Nel quarto volume è presente un capitolo extra dedicato a Miki e Yū, quando Rikka e Saku avevano due anni.
In Italia il manga è stato pubblicato dalla Planet Manga dall'ottobre 2015 al giugno 2019.

### Volumi
| Nº | Titolo italiano Giapponese 「Kanji」 - Rōmaji                                         | Data di prima pubblicazione             | Data di prima pubblicazione |
| Nº | Titolo italiano Giapponese 「Kanji」 - Rōmaji                                         | Giapponese                              | Italiano                    |
| 1  | Marmalade Boy Little 1 「ママレード・ボーイ ｌｉｔｔｌｅ １」 - Mamarēdo Bōi little 1 | 25 novembre 2013 ISBN 978-4-08-845136-7 | 24 ottobre 2015             |
| 1  | Capitoli 1-6                                                                          |                                         |                             |
| 2  | Marmalade Boy Little 2 「ママレード・ボーイ ｌｉｔｔｌｅ ２」 - Mamarēdo Bōi little 2 | 23 maggio 2014 ISBN 978-4-08-845219-7   | 19 dicembre 2015            |
| 2  | Capitoli 7-12                                                                         |                                         |                             |
| 3  | Marmalade Boy Little 3 「ママレード・ボーイ ｌｉｔｔｌｅ ３」 - Mamarēdo Bōi little 3 | 25 febbraio 2015 ISBN 978-4-08-845354-5 | 20 febbraio 2016            |
| 3  | Capitoli 13-19                                                                        |                                         |                             |
| 4  | Marmalade Boy Little 4 「ママレード・ボーイ ｌｉｔｔｌｅ ４」 - Mamarēdo Bōi little 4 | 23 ottobre 2015 ISBN 978-4-08-845469-6  | 19 maggio 2016              |
| 4  | Capitoli - 20-25 - Extra                                                              |                                         |                             |
| 5  | Marmalade Boy Little 5 「ママレード・ボーイ ｌｉｔｔｌｅ ５」 - Mamarēdo Bōi little 5 | 25 gennaio 2017 ISBN 978-4-08-845711-6  | 24 agosto 2017              |
| 5  | Capitoli 26-32                                                                        |                                         |                             |
| 6  | Marmalade Boy Little 6 「ママレード・ボーイ ｌｉｔｔｌｅ ６」 - Mamarēdo Bōi little 6 | 23 marzo 2018 ISBN 978-4-08-844012-5    | 25 ottobre 2018             |
| 6  | Capitoli 33-39                                                                        |                                         |                             |
| 7  | Marmalade Boy Little 7 「ママレード・ボーイ ｌｉｔｔｌｅ ７」 - Mamarēdo Bōi little 7 | 22 novembre 2018 ISBN 978-4-08-844128-3 | 27 giugno 2019              |
| 7  | Capitoli 40-47                                                                        |                                         |                             |